# Caracaraí
Caracaraí é um município do estado brasileiro de Roraima.
É o terceiro município mais populoso do estado, com 22.283 habitantes, conforme estatísticas de 2020 do Instituto Brasileiro de Geografia e Estatística (IBGE). É conhecida por Cidade-Porto por ter o maior movimento fluvial do estado.

## História
Nasceu como um local de embarque de gado para a capital amazonense. Os animais desciam até a Boca da estrada, onde iniciam-se as Corredeiras do Bem-Querer. Ali eram desembarcados e tangidos até um curral no porto municipal, onde eram embarcados ao matadouro de Manaus.
Mercadorias vindas de Manaus e com destino a Boa Vista faziam este caminho em sentido inverso, e isso desenvolveu o lugar.
O município foi criado pela Lei Federal Nº 2.495 de 27 de maio de 1955, com terras desmembradas do município da capital.

## Geografia
| Maiores acumulados de precipitação em 24 horas registrados em Caracaraí por meses (INMET) | Maiores acumulados de precipitação em 24 horas registrados em Caracaraí por meses (INMET) | Maiores acumulados de precipitação em 24 horas registrados em Caracaraí por meses (INMET) |
| Mês                                                                                       | Acumulado                                                                                 | Data                                                                                      |
| ----------------------------------------------------------------------------------------- | ----------------------------------------------------------------------------------------- | ----------------------------------------------------------------------------------------- |
| Janeiro                                                                                   | 98 mm                                                                                     | 08/01/2006                                                                                |
| Fevereiro                                                                                 | 68,7 mm                                                                                   | 20/02/1982                                                                                |
| Março                                                                                     | 104 mm                                                                                    | 14/03/1994                                                                                |
| Abril                                                                                     | 122 mm                                                                                    | 03/04/2022                                                                                |
| Maio                                                                                      | 118 mm                                                                                    | 15/05/2006                                                                                |
| Junho                                                                                     | 162,4 mm                                                                                  | 01/06/2019                                                                                |
| Julho                                                                                     | 96 mm                                                                                     | 10/07/1998                                                                                |
| Agosto                                                                                    | 92,4 mm                                                                                   | 18/08/2010                                                                                |
| Setembro                                                                                  | 68 mm                                                                                     | 14/09/2009                                                                                |
| Outubro                                                                                   | 82,2 mm                                                                                   | 11/10/1986                                                                                |
| Novembro                                                                                  | 102 mm                                                                                    | 02/11/2006                                                                                |
| Dezembro                                                                                  | 91 mm                                                                                     | 20/12/2005                                                                                |
| Período: 01/01/1979 a 30/06/1989 e 01/02/1993—presente                                    |                                                                                           |                                                                                           |

Caracaraí está localizado no centro-sul do estado, na Região Geográfica Intermediária de Rorainópolis-Caracaraí e Região Geográfica Imediata de Caracaraí. Situa-se na Região Metropolitana Central, uma das três em território roraimense. Seus limites são Iracema, Cantá e Bonfim a norte; a Guiana a nordeste; Caroebe a sudeste; São João da Baliza, São Luiz e Rorainópolis ao sul e, a oeste, com Barcelos, no Amazonas.
Situado na margem direita do rio Branco, Caracaraí é o maior município de Roraima em área territorial, atravessando-o de leste a oeste. A área do município é pouco maior do que os estados brasileiros do Rio de Janeiro ou do Espírito Santo. Também é maior do que a Suíça, Holanda, Dinamarca, Estónia ou Butão, possuindo 47.379,903 km².

### Clima
O clima, segundo a classificação de Köppen-Geiger é do tipo tropical chuvoso, com os totais anuais de precipitação pluviométrica relativamente elevados, chegando a 2 000 milímetros. Segundo dados do Instituto Nacional de Meteorologia, referentes ao período de 1979 a 1989 e a partir de 1993 a menor temperatura registrada em Caracaraí foi de 16 °C em cinco ocasiões: 2 de fevereiro de 1985, 5 de março de 1987, 19 de fevereiro de 1993, 10 de março de 1993 e 18 de janeiro de 1994. A temperatura máxima absoluta atingiu 39,2 °C em 15 de setembro de 2023.
O maior acumulado de precipitação em 24 horas atingiu 162,4 milímetros (mm) em 1 de junho de 2019. Outros acumulados iguais ou superiores a 100 mm foram: 143 mm em 7 de junho de 1989, 132 mm em 9 de junho de 1998, 122 mm em 3 de abril de 2022, 121,2 mm em 14 de abril de 2016, 120 mm em 26 de abril de 1999, 118 mm em 15 de maio de 2006, 115,4 mm em 19 de junho de 1996, 105 mm em 13 de junho de 2016, 104 mm em 14 de março de 1994, 102 mm em 2 de novembro de 2006 e 100 mm em 26 de abril de 2022. Junho de 2019, com 619 mm, foi o mês de maior precipitação.
| Dados climatológicos para Caracaraí (OMM: 82042)                                                                         | Dados climatológicos para Caracaraí (OMM: 82042) | Dados climatológicos para Caracaraí (OMM: 82042) | Dados climatológicos para Caracaraí (OMM: 82042) | Dados climatológicos para Caracaraí (OMM: 82042) | Dados climatológicos para Caracaraí (OMM: 82042) | Dados climatológicos para Caracaraí (OMM: 82042) | Dados climatológicos para Caracaraí (OMM: 82042) | Dados climatológicos para Caracaraí (OMM: 82042) | Dados climatológicos para Caracaraí (OMM: 82042) | Dados climatológicos para Caracaraí (OMM: 82042) | Dados climatológicos para Caracaraí (OMM: 82042) | Dados climatológicos para Caracaraí (OMM: 82042) | Dados climatológicos para Caracaraí (OMM: 82042) |
| Mês | Jan                                              | Fev                                              | Mar                                              | Abr                                              | Mai                                              | Jun                                              | Jul                                              | Ago                                              | Set                                              | Out                                              | Nov                                              | Dez                                              | Ano                                              |
| --- | ------------------------------------------------ | ------------------------------------------------ | ------------------------------------------------ | ------------------------------------------------ | ------------------------------------------------ | ------------------------------------------------ | ------------------------------------------------ | ------------------------------------------------ | ------------------------------------------------ | ------------------------------------------------ | ------------------------------------------------ | ------------------------------------------------ | ------------------------------------------------ |
| Temperatura máxima recorde (°C)                                                                                          | 38,5                                             | 38,3                                             | 38,8                                             | 38,3                                             | 36,8                                             | 35,6                                             | 36,6                                             | 37,8                                             | 39,2                                             | 38,5                                             | 38                                               | 38                                               | 39,2                                             |
| Temperatura máxima média (°C)                                                                                            | 32,6                                             | 33                                               | 33,3                                             | 32,7                                             | 31                                               | 30,9                                             | 31,1                                             | 32,3                                             | 33,4                                             | 34,2                                             | 33,8                                             | 32,8                                             | 32,6                                             |
| Temperatura média compensada (°C)                                                                                        | 27                                               | 27,3                                             | 27,6                                             | 27,2                                             | 26,2                                             | 26                                               | 25,8                                             | 26,5                                             | 27,4                                             | 28                                               | 27,8                                             | 27,1                                             | 27                                               |
| Temperatura mínima média (°C)                                                                                            | 21,4                                             | 21,6                                             | 21,7                                             | 22,2                                             | 21,8                                             | 21,6                                             | 21,6                                             | 21,9                                             | 22,2                                             | 22,5                                             | 22,5                                             | 22,1                                             | 21,9                                             |
| Temperatura mínima recorde (°C)                                                                                          | 16                                               | 16                                               | 16                                               | 16,6                                             | 16,8                                             | 17                                               | 17,6                                             | 17,4                                             | 18,4                                             | 18                                               | 18                                               | 16,4                                             | 16                                               |
| Precipitação (mm) | 64,9                                             | 50,9                                             | 93,4                                             | 196,1                                            | 321,1                                            | 336,1                                            | 296,1                                            | 216,7                                            | 150,7                                            | 100,8                                            | 89,6                                             | 84,7                                             | 2 001,1                                          |
| Dias com precipitação (≥ 1 mm)                                                                                           | 7                                                | 6                                                | 7                                                | 14                                               | 21                                               | 21                                               | 22                                               | 18                                               | 12                                               | 8                                                | 6                                                | 9                                                | 151                                              |
| Umidade relativa compensada (%)                                                                                          | 77,5                                             | 76,3                                             | 76                                               | 80,1                                             | 83,5                                             | 84,6                                             | 85,1                                             | 82,4                                             | 79,8                                             | 78                                               | 78,8                                             | 80,1                                             | 80,2                                             |
| Insolação (h) | 200,3                                            | 166,7                                            | 177,6                                            | 147,4                                            | 128                                              | 124,7                                            | 159,6                                            | 187,8                                            | 204,5                                            | 218,3                                            | 215,9                                            | 198,2                                            | 2 129                                            |
| Fonte: INMET (normal climatológica de 1981-2010; recordes de temperatura: 01/01/1979 a 30/06/1989 e 01/02/1993—presente) |                                                  |                                                  |                                                  |                                                  |                                                  |                                                  |                                                  |                                                  |                                                  |                                                  |                                                  |                                                  |                                                  |

### Localidades principais
Segue uma relação de das principais localidades não indígenas do município e suas respectivas populações segundo o Censo de 2010.
- 10.910 habitantes - Caracaraí (sede)
- 617 habitantes - Vila Novo Paraíso
- 180 habitantes - Vila Petrolina do Norte
- 574 habitantes - Vila Vista Alegre

## Organização político-administrativa
O Município de Caracaraí possui uma estrutura político-administrativa composta pelo Poder Executivo, chefiado por um Prefeito eleito por sufrágio universal, o qual é auxiliado diretamente por secretários municipais nomeados por ele, e pelo Poder Legislativo, institucionalizado pela Câmara Municipal de Caracaraí, órgão colegiado de representação dos munícipes que é composto por 11 vereadores também eleitos por sufrágio universal.

### Atuais autoridades municipais de Caracaraí
- Prefeita: Dianiery de Souza Coelho "Diane" - SOLIDARIEDADE (2021/-)[17]
- Vice-prefeito: Julio Cesar Reis Silva "Julinho" - PROS (2021/-)[17]
- Presidente da Câmara: Victor Marcelo "Victor da Vip Celular" - SOLIDARIEDADE (2023/-)[17]

### Símbolos municipais
Os símbolos do município de Caracaraí são a bandeira, o brasão e o hino.

### Órgãos do sistema de Justiça
O Poder Judiciário está presente em Caracaraí pelo fato deste município ser sede de comarca da Justiça Estadual que conta com o Fórum Paulo Martins de Deus. Nesta comarca existem 5 varas: Vara Criminal, Vara Cível, Vara de Infância e Juventude, Vara de Juizado Especial Criminal e Vara de Juizado Especial Cível.
Neste município consta ainda uma promotoria de justiça do Ministério Público do Estado de Roraima.

## População
A população deste município continua baixa, ao passo que a densidade demográfica também. Segundo o Censo de 2010 a população de Caracaraí era de 18.398 habitantes.
Atualmente, Caracaraí possui de acordo com estimativas do IBGE 21 564 habitantes e 0,45 hab/km² e atualmente é o 1696º município brasileiro mais populoso e o 3º maior município estadual em população, estando atrás de Boa Vista e Rorainópolis.

## Economia
Caracaraí possui o terceiro maior Produto interno bruto (PIB) dentre os municípios de Roraima sendo superado apenas por Boa Vista e Rorainópolis, estando caracterizada também como a 1757ª maior economia do Brasil. Segundo dados do IBGE, em 2016 seu Produto Interno Bruto foi de R$ 322 843 380,00 e o PIB per capita era de R$ 20 537,00 mil, o sétimo maior do estado.
Caracaraí possui mais de 1200 empresas atuantes segundo o Empresômetro.

### Setor primário
A principal atividade econômica é o pescado; o principal mercado consumidor é a capital do Estado de Roraima. Ao mesmo tempo produz-se para autossubsistência a mandioca, arroz, milho, entre outros.
No setor primário do município há um total de 25 empresas de agropecuária, segundo o Cadastro Geral de Empregados e Desempregados (CAGED).

### Setor secundário
Segundo o Cadastro Geral de Empregados e Desempregados (Caged), do Ministério do Trabalho (Brasil), totalizam 21 estabelecimentos industriais e extrativos atuando na cidade.

### Setor terciário
Segundo o Cadastro Geral de Empregados e Desempregados (Caged), do Ministério do Trabalho (Brasil), totalizam 88 estabelecimentos de serviços atuando na cidade. E atualmente a prestação de serviços como a construção civil de obras públicas tem sido relevante.

## Turismo e lazer
- Festival Folclórico de Caracaraí: criado de forma discreta em 2006, hoje um dos eventos que mais movimenta o município é o festival folclórico. Inspirado no famoso festival do boi de Parintins, o evento mostra a disputa entre duas agremiações: Gavião Caracará, representado nas cores verde e branco. A agremiação homenageia a ave predominante no local. E a Cobra Mariana, nas cores azul e branco, trás em seu enredo a história da lendária cobra grande que mora nos fundos do Rio Branco.
- Carafolia: Caracaraí oferece o melhor carnaval do estado de Roraima, com apresentações de blocos e rua e muita diversão para os visitantes que vem de todo o estado.
- Festejo de Nossa Senhora do Livramento: Homenageia a padroeira do municio, contando a história de como o vaqueiro Bernardino foi salvo pelas mãos de Nossa Senhora de um terrível ferimento causado por um touro, quando a cidade servia apenas como porto de descarga.

## Esportes
Na cidade há o Estádio Vital Rodrigues com capacidade para 3 mil lugares. O mandante é o time local Náutico Futebol Clube.

## Urbanização
O município de Caracaraí, assim como outros do Estado de Roraima, vem crescendo sua demanda populacional, da mesma forma que se torna necessária e indiscutível a ampliação do número de bairros. Levando em consideração as diversas relações que implicam na dinâmica de produção do espaço urbano de Caracaraí, é relevante destacar o processo desigual da vida na cidade e a precariedade em que vive uma parcela da população.

### Bairros
Atualmente a cidade de Caracaraí possui 9 bairros:
- Barão do Rio Branco
- Centro
- Cinturão Verde
- Monte Sinai
- Nossa Senhora do Livramento
- Santa Luzia
- São Francisco
- São José Operário
- Zona Industrial
- São jorge

## Infraestrutura

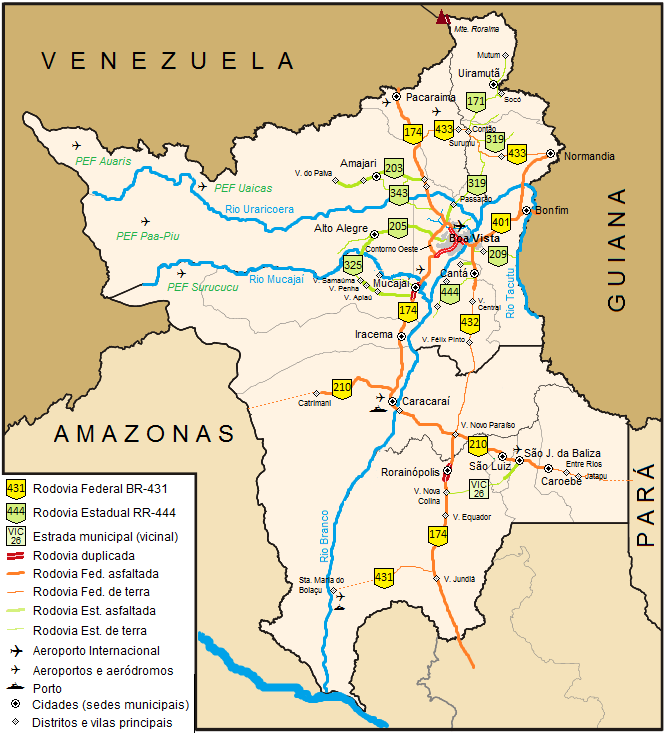
Mapa detalhado das rodovias de Roraima, com destaque para a BR-174.

Caracaraí tem uma das melhores infraestruturas do interior de Roraima.

### Comunicação
O município dispõe de agência de bancos, dos Correios, rede telefônica e estação de radiodifusão.

### Saúde
Na saúde, existe um hospital público com 25 leitos e vários postos no interior.

### Educação
Existem no município 36 escolas de ensino fundamental e 3 de ensino médio, que são a Escola Estadual João Rogélio, Escola Estadual José Vieira Sales Guerra e a Escola Estadual Presidente Castelo Branco.

### Abastecimento
Conta com um sistema de 36 km de rede de distribuição de água. A energia elétrica é distribuída pela Companhia de Eletricidade de Roraima.

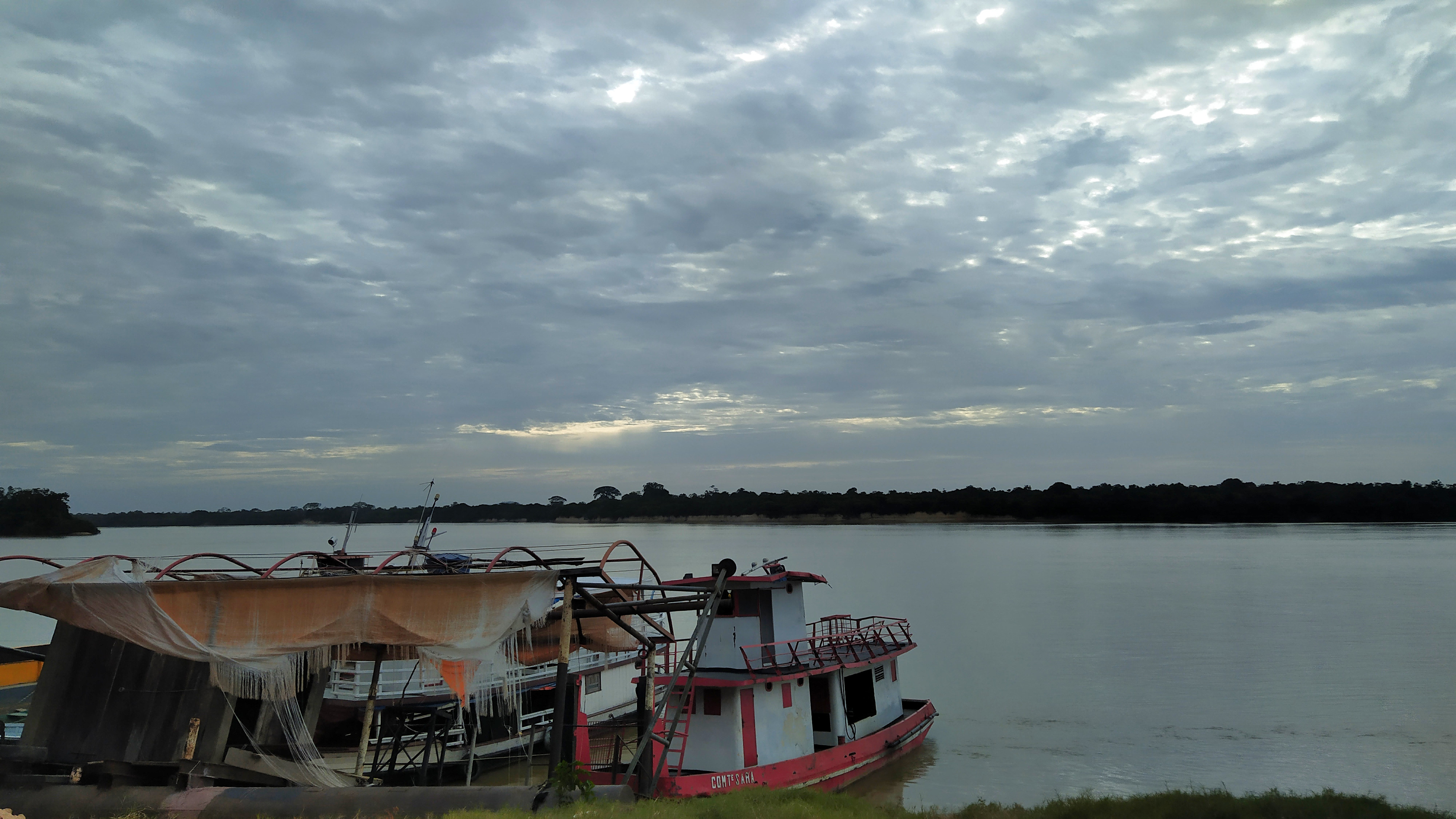
Rio Branco em Caracaraí

Possui uma distribuidora de combustível, que fornece aos municípios do estado.

### Segurança
- Polícia Civil: Delegacia Regional de Caracaraí
- Polícia Militar: 2ª CIPM
- Corpo de Bombeiros: 1° CIA/BPABM

### Transporte
O Aeroporto de Caracaraí possui a quarta maior pista de pouso da Amazônia Ocidental, com 2.500 metros de extensão, concluída pela COMARA - Comissão de Aeroportos da Amazônia, no ano de 2003.
A navegabilidade de Caracaraí a Manaus pelo baixo rio Branco é maior que em outros pontos a Norte (ainda que grandes embarcações tenham dificuldades durante as fortes secas).

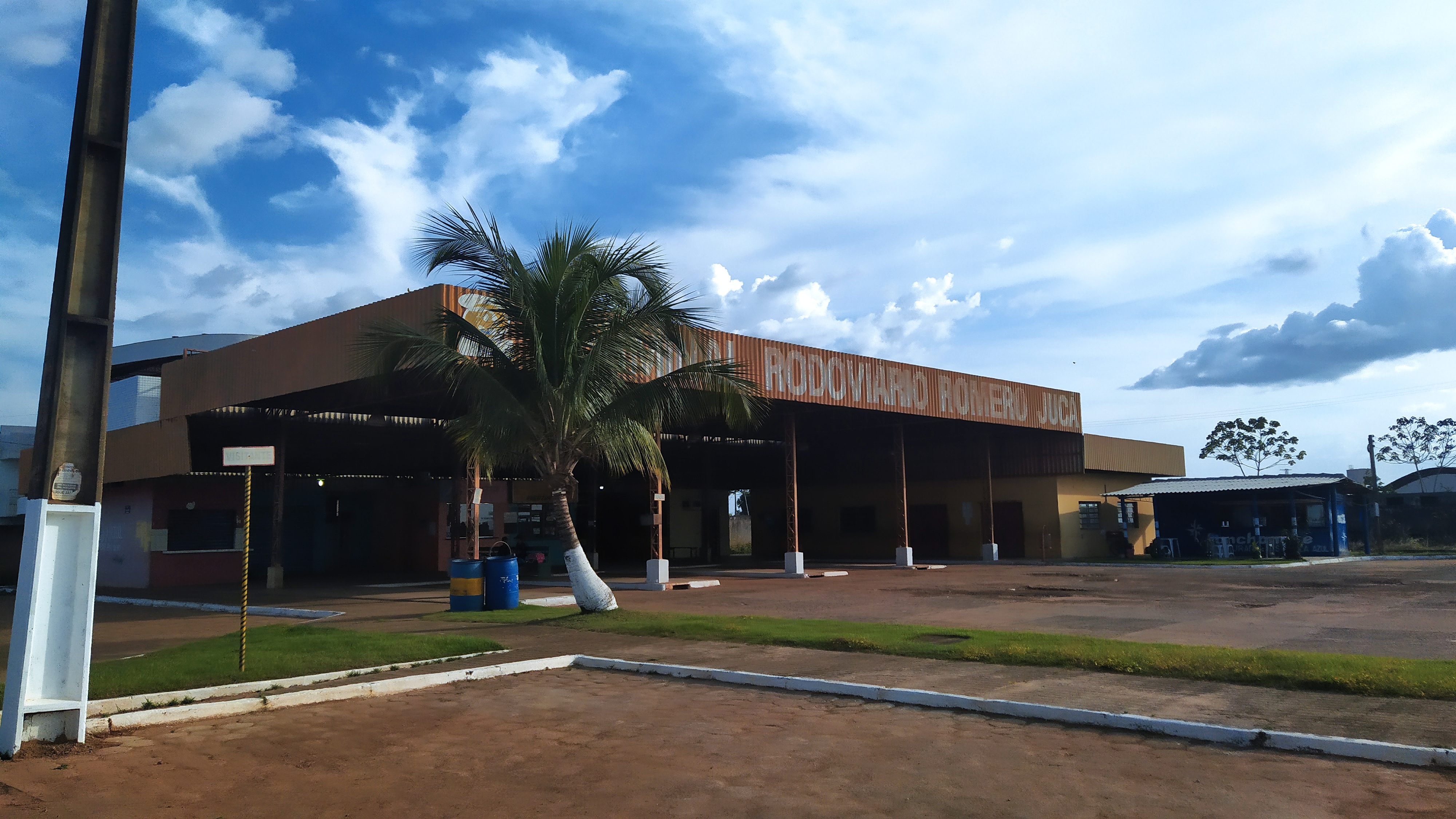
Terminal Rodoviário em Caracaraí

As duas maiores e principais estradas federais de Roraima (BR-174 e BR-210 - "Perimetral Norte") cruzam-se no município, sendo que no trecho de 130 quilômetros entre a sede municipal e a Vila Novo Paraíso as duas seguem sobrepostas. Em Vila Novo Paraíso há um trevo em que as duas rodovias supracitadas se cruzam e nele há alguns paradouros e restaurantes. Nas proximidades da cidade há a Ponte José Vieira de Sales Guerra, sobre o rio Branco.
Na cidade há um terminal rodoviário com horário direto para Manaus, Boa Vista, Presidente Figueiredo, Rorainópolis e Itacoatiara.
O município possui dois pequenos aeroportos, um na sede municipal (asfaltado, 2500m x 80m) e outro em Novo Paraíso (asfaltado). Possui ainda a quarta maior pista de pouso da amazônia, localizada na entrada do município, as margens da BR-174.